# Mohamed Zahid Hossain
Mohamed Zahid Hossain (মোহাম্মদ জাহিদ হোসেন; Dacca, 15 giugno 1988) è un calciatore bangladese, attaccante svincolato.

## Carriera

### Club
Ha giocato nel campionato bangladese.

### Nazionale
Ha esordito in nazionale nel 2006.